# إيفلين ميريام
إيفلين ميريام (بالإنجليزية: Eve Merriam) (19 يوليو 1916، فيلادلفيا في الولايات المتحدة - 11 أبريل 1992، مانهاتن في الولايات المتحدة)؛ كاتِبة وشاعرة أمريكية.

## روابط خارجية
- إيفلين ميريام على موقع IMDb (الإنجليزية)
- إيفلين ميريام على موقع قاعدة بيانات برودواي على الإنترنت (الإنجليزية)